# Theodor Lange
Theodor Lange, magyarosan Lange Tódor (Brassó, 1739. szeptember 26. – Barcaszentpéter, 1814. január 8.) erdélyi szász evangélikus lelkész, Martin Lange megyei főorvos és író bátyja.

## Élete
1760. május 28-án Pozsonyba és onnan júliusban Jenába ment az egyetemre. 1763 júliusában tért vissza hazájába. 1764-ben segéd, 1768-ban lektor lett a brassói gimnáziumnál. 1772-ben követül küldték Bécsbe a Barcaság tizedperében. 1774. október 4-én ismét Bécsbe utazott. Visszatérve Brassóba, a másodtanítói állásáról lemondott, és Sulzer hadbíróhoz csatlakozván, Dácia története megírását tűzték ki feladatuknak. Evégett 1776 januárjában Bukarestbe utaztak, ahol októberig maradt. 1778. szeptember 18-án brassói prédikátor lett. 1787. május 13-án Barcaszentpéterre rendes lelkésznek hívták meg. 1805 áprilisától 1811. június 25-ig a barcasági káptalan dékánja is volt. Az oberlausitzi (Szászország) méhésztársaság megválasztotta tagjának.
Cikkei a Gemeinnützige Arbeiten der churf. sächs. Bienengesellschaft in Oberlausitz. Berlin u. Leipzig, 1773. c. kiadványban (l. Beschaffenheit der Bienenwartung in Siebenbürgen, Von der Zubereitung des berühmten hungarischen und siebenbürgischen Meths, II. Beschreibung der Bienenzucht in der Wallahei und Moldau.)
Kéziratban: Einige merkwürdige Vorfälle aus meinem Leben (ebből Trausch rövid kivonatot közöl.)